# سرژیک زهرابیان
سرژیک زهرابیان  بازیکن فوتبال بازنشسته در پست مهاجم ارمنی‌تبار اهل ایران است.

## باشگاهی
از باشگاه‌هایی که در توپ زده‌است می‌توان آرارات تهران را اشاره کرد.